# Cassifluminia macrochelis
Genre
Synonymes
- Cassinia Roewer, 1927 nec Rafinesque, 1815

Espèce
Synonymes
- Cassinia macrochelis Roewer, 1927

Cassifluminia macrochelis, unique représentant du genre Cassifluminia, est une espèce d'opilions laniatores de la famille des Assamiidae.

## Distribution
Cette espèce est endémique de Guinée-Bissau.

## Description
Le mâle syntype mesure 5,5 mm.

## Systématique et taxinomie
Cette espèce a été décrite sous le protonyme Cassinia macrochelis par Roewer en 1927. Le nom Cassinia Roewer 1927 étant préoccupé par Cassinia Rafinesque, 1815, il est remplacé par Cassifluminia par Kury en 2017.

## Publications originales
- Roewer, 1927 : « Weitere Weberknechte I. 1. Ergänzung der: "Weberknechte der Erde", 1923. » Abhandlungen des Naturwissenschaftlichen Vereins zu Bremen, vol. 26, p. 261–402.
- Kury, 2017 : « On Cassinia Roewer, 1927 and Petraia González-Sponga, 2003 two preoccupied generic names in harvestmen (Arachnida, Opiliones). » Rivista Aracnologica Italiana, vol. 14, p. 9–14.